# Funny Girl (film)
Funny Girl is een Amerikaanse muziekfilm uit 1968 onder regie van William Wyler.

## Verhaal
Fanny Brice droomt van een carrière in het vaudevilletheater. Aan het begin van haar loopbaan is enkel haar moeder overtuigd van haar talent. Op een dag krijgt ze de kans aangeboden om op te treden in Keeney's Music Hall. Dankzij haar schitterende debuut krijgt ze een contract aangeboden als comédienne. Niet lang daarna staat ze onder contract bij de beroemde impresario Florenz Ziegfeld. Hij maakt van haar een ster. Ze trouwt ook met Nick Arnstein, die een gokverslaving heeft. Hij raakt betrokken bij enkele louche zaken en wordt veroordeeld tot anderhalf jaar cel. Hoewel haar carrière lijdt onder de negatieve pers, weigert ze toch van Nick te scheiden.
Een van de liedjes uit de musical en film Second hand Rose werd een hitje voor Barbra Streisand.

## Rolverdeling
| Acteur           | Personage        |
| ---------------- | ---------------- |
| Barbra Streisand | Fanny Brice      |
| Omar Sharif      | Nick Arnstein    |
| Kay Medford      | Rose Brice       |
| Anne Francis     | Georgia James    |
| Walter Pidgeon   | Florenz Ziegfeld |
| Lee Allen        | Eddie Ryan       |
| Mae Questel      | Mrs. Strakosh    |
| Gerald Mohr      | Tom Branca       |